# Danilo Padovani
Danilo Korber Padovani (Mogi das Cruzes, 11 de fevereiro de 1979) é um treinador e ex-jogador brasileiro de basquetebol. Comandou o time principal do Mogi das Cruzes até 2016. Desde Junho de 2016, o tecnico Guerrinha assumiu a vaga de tecnico, e com isso, Padovani voltou a vaga de auxiliar tecnico.

## Início
Padovani começou a jogar basquete aos 5 anos, por influência dos irmãos. Aos 11 anos, fez um teste no Corinthians e foi aprovado. Pouco tempo depois, teve que deixar o clube, que encerrou as atividades do basquete. Padovani treinou por dois anos no Espéria e, depois, seguiu para o Pinheiros, onde obteve grande destaque nos campeonatos de base.
Pouco tempo após iniciar sua carreira adulta, Padovani sofreu um grave acidente de carro, que impossibilitou o seguimento de sua carreira como jogador.
Padovani retornou ao Pinheiros em 2002, agora como funcionário do clube e treinador das categorias de base. Trabalhou nas divisões de base do Pinheiros até o fim de 2011, quando foi chamado para ser auxiliar técnico do espanhol Paco García no Mogi das Cruzes.

## Carreira como treinador
Após a final do Campeonato Paulista de 2015, Paco García deixou o Mogi das Cruzes, anunciando Padovani como seu sucessor. Seu primeiro jogo oficial como treinador foi uma derrota para o Basquete Cearense
```
por 83–76, em 
Fortaleza
, pela primeira rodada do 
NBB 2015–16
.
[
5
]
[
6
]
 Na Liga Sul-Americana de Basquete de 2015, o Mogi foi eliminado na fase semifinal,
[
7
]
 classificando-se para a 
Liga das Américas 2016
.
[
8
]
```

## Estatísticas

### Campeonato Nacional
| Ano  | Equipe          | PJ | MPJ  | 2P%  | 3P%  | LL%   | RT  | AS  | BR  | TO | PPJ  |
| ---- | --------------- | -- | ---- | ---- | ---- | ----- | --- | --- | --- | -- | ---- |
| 1998 | Pinheiros       | 14 | 6.2  | .545 | .167 | 1.000 | .2  | .6  | .6  | .0 | 2.1  |
| 1999 | Pinheiros       | 26 | 30.7 | .703 | .421 | .650  | 2.2 | 2.2 | 1.5 | .1 | 15.0 |
| 2000 | Mogi das Cruzes | 9  | 21.6 | .636 | .333 | .857  | 1.7 | 2.8 | .7  | .0 | 9.0  |

## Registro como treinador

### NBB
| Equipe          | Ano     | J  | V  | D | V–D% | 1ª Fase | PJ | PV | PD | PV–D% | Resultado                 |
| --------------- | ------- | -- | -- | - | ---- | ------- | -- | -- | -- | ----- | ------------------------- |
| Mogi das Cruzes | 2015–16 | 28 | 19 | 9 | .679 | 5º      | 12 | 8  | 4  | .667  | Eliminado nas Semi-finais |
| Carreira        |         | 28 | 19 | 9 | .679 |         | 12 | 8  | 4  | .667  |                           |